# Barão de Paraguaçu
Barão de Paraguaçu é um título nobiliárquico brasileiro criado por D. Pedro II do Brasil, por decreto de 11 de outubro de 1848, a favor de Salvador Munis Barreto de Aragão.
Titulares
1. Salvador Munis Barreto de Aragão (1789–1865);
2. Francisco Munis Barreto de Aragão (1813–1901) – filho do anterior, 1.º visconde de Paraguaçu.